# Brian Ferreira
Brian Federico Ferreira (24 de mayo de 1994; Buenos Aires, Argentina) es un futbolista argentino que se desempeña como mediocampista. Su equipo es el club La Luz Fútbol Club de la Segunda División Profesional de Uruguay. 

## Trayectoria
Ferreira es un mediocampista ofensivo surgido de las divisiones menores de Vélez Sarsfield. Su primera pretemporada en el plantel profesional del Fortín la realizó en enero de 2011 con Ricardo Gareca como director técnico.
Sin embargo, su debut como futbolista en Primera División se produjo en el segundo semestre de 2011: fue ante San Martín de San Juan en el Estadio José Amalfitani.
Tras algunos partidos más en ese torneo y un Clausura 2012 con poco rodaje, empezó a mostrar algunas de sus virtudes futbolísticas en el Torneo Inicial 2012. Comenzó dicho certamen como titular y, aunque luego perdió el puesto, finalizó el torneo con ocho encuentros disputados.
Se consagró campeón por primera vez como profesional luego de que el Fortín le ganara a Unión por 2 a 0 como local. El Torero fue importante en los cotejos frente a Quilmes para adueñarse de la pelota y Atlético de Rafaela, en la última jornada.
En los primeros días de enero de 2012 extendió su contrato en el club de Liniers hasta el mes de junio de 2016.

## Selección nacional
Ferreira participó de la preselección Sub-15 de cara al Campeonato Sudamericano Sub-15 de 2009. De hecho fue convocado por Oscar Garré, pero horas más tarde, por razones técnicas, fue sustituido por Nahuel Mela.
También participó activamente en 2010 de la Sub-17 donde esta vez si fue convocado por el propio Garré para el Sudamericano de Ecuador.

### Participaciones con la selección
| Torneo                                 | Sede    | Resultado        |
| -------------------------------------- | ------- | ---------------- |
| Campeonato Sudamericano Sub-17 de 2011 | Ecuador | Tercer puesto    |
| Copa Mundial de Fútbol Sub-17 de 2011  | México  | Octavos de final |

### Goles internacionales
No incluye partidos amistosos.
| 1 | Estadio La Cocha, Ecuador | Perú  | 3-2 | 4-2 | Campeonato Sudamericano Sub-17 de 2011 |
| 2 | Estadio Morelos, México   | Japón | 1-3 | 1-3 | Copa Mundial de Fútbol Sub-17 de 2011  |

## Clubes
| Club                   | País      | Año             | PJ | Goles |
| ---------------------- | --------- | --------------- | -- | ----- |
| Vélez Sarsfield        | Argentina | 2011-2015       | 50 | 1     |
| Olimpo de Bahía Blanca | Argentina | 2015-2016       | 1  | 0     |
| Independiente          | Argentina | 2016            |    |       |
| Johor Darul            | Malasia   | 2017            |    |       |
| Fuerza Amarilla        | Ecuador   | 2017-2018       |    |       |
| Coquimbo Unido         | Chile     | 2018            |    |       |
| PSS Sleman             | Indonesia | 2020            |    |       |
| Persela Lamongan       | Indonesia | 2020-2021       |    |       |
| PSIS Semarang          | Indonesia | 2021-2022       |    |       |
| Cafetaleros de Chiapas | México    | 2022-2023       |    |       |
| Hougang United FC      | Indonesia | 2023            |    |       |
| La Luz Fútbol Club     | Uruguay   | 2023-actualidad |    |       |

## Palmarés

### Campeonatos nacionales
| Título                        | Club            | País      | Año    |
| ----------------------------- | --------------- | --------- | ------ |
| Primera División de Argentina | Vélez Sarsfield | Argentina | I-2012 |
| Supercopa Argentina           | Vélez Sarsfield | Argentina | 2013   |
| Primera B                     | Coquimbo Unido  | Chile     | 2018   |